# گور تبتی
گور تبتی یا خر تبتی (نام علمی: Equus kiang) نام یک گونه از سرده اسب‌ها است.